# Dictyna similis
Dictyna similis är en spindelart som beskrevs av Eugen von Keyserling 1878. Dictyna similis ingår i släktet Dictyna och familjen kardarspindlar.
Artens utbredningsområde är Uruguay. Inga underarter finns listade i Catalogue of Life.